# Stazione meteorologica di Jesi
La stazione meteorologica di Jesi è la stazione meteorologica di riferimento relativa alla località di Jesi.

## Coordinate geografiche
La stazione meteo si trova nell'Italia centrale, nelle Marche, in provincia di Ancona, nel comune di Jesi, a 96 metri s.l.m. e alle coordinate geografiche 43°31′N 13°15′E.

## Dati climatologici
In base alla media trentennale di riferimento 1961-1990, la temperatura media del mese più freddo, gennaio, si attesta a +4,5 °C; quella dei mesi più caldi, luglio e agosto, è di +23,8 °C .
| Jesi               | Mesi | Mesi | Mesi | Mesi | Mesi | Mesi | Mesi | Mesi | Mesi | Mesi | Mesi | Mesi | Stagioni | Stagioni | Stagioni | Stagioni | Anno |
| Jesi               | Gen  | Feb  | Mar  | Apr  | Mag  | Giu  | Lug  | Ago  | Set  | Ott  | Nov  | Dic  | Inv      | Pri      | Est      | Aut      | Anno |
| ------------------ | ---- | ---- | ---- | ---- | ---- | ---- | ---- | ---- | ---- | ---- | ---- | ---- | -------- | -------- | -------- | -------- | ---- |
| T. max. media (°C) | 8,3  | 10,8 | 14,1 | 18,2 | 22,9 | 27,3 | 30,1 | 30,2 | 26,3 | 20,5 | 14,5 | 10,4 | 9,8      | 18,4     | 29,2     | 20,4     | 19,5 |
| T. min. media (°C) | 0,7  | 1,5  | 4,1  | 7,6  | 11,2 | 15,4 | 17,5 | 17,4 | 14,6 | 10,4 | 6,3  | 2,8  | 1,7      | 7,6      | 16,8     | 10,4     | 9,1  |